# إنغفار الذي سافر بعيدا

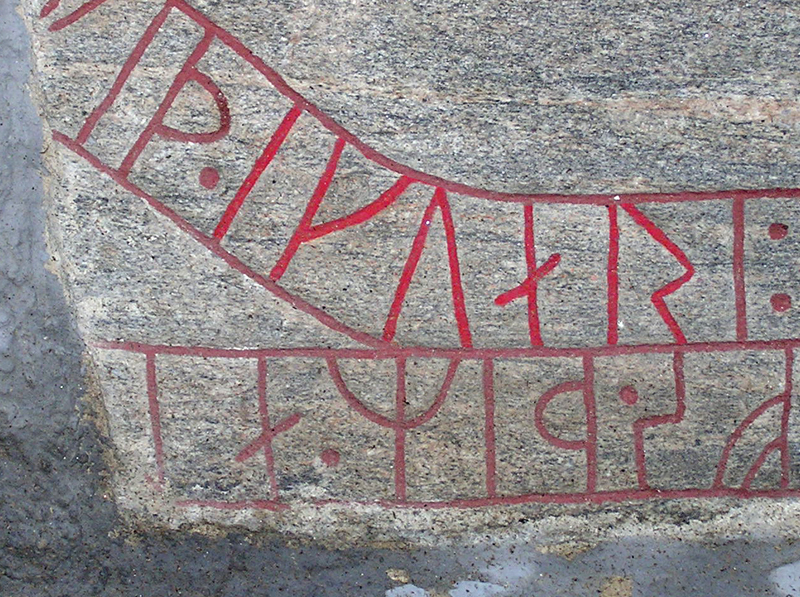
إيكوآري (بالحروف الرونية)، أو إنغفار، على الحجر الروني رقم Sö 281.

قادَ إنغفار الذي رحل بعيداً (بالشمالية القديمة: Yngvarr víðförli، بالسويدية: Ingvar Vittfarne) هجمة فايكنغ على بلاد فارس في 1036–1042.
قامَ الروس بالعديد من رحلاتٍ قزوينية خلال القرن العاشر. تصفُ حكاية إنغفار الخرافية (Yngvars saga víðförla) آخرَ حملة للفايكنغ في بحر قزوين في سنة 1041، مضيفة الكثير من الأسطورة إلى الحقائق التاريخية. أطلق إنغفار - الذي رحل بعيداً - هذه البعثة الاستكشافية من السويد، مسافراً إلى أسفل نهر الفولغا إلى أرض الساراسين (سركلاند). في حين أن الفايكنغ كما يبدو قد شاركوا في معركة ساسيريتي الجورجية-البيزنطية في جورجيا (1042).
يُشيرُ ما لا يقل عن 26 حجراً من أحجار إنغفار الرونية - 24 منهم في منطقة بحيرة مالارين في أوبلاند في السويد - إلى المحاربين السويدين الذين خرجوا مع إنغفار في رحلته الإستكشافية إلى أراضي ساراسين، رحلةٌ كان الهدف منها على الأرجح إعادةَ فتح الطرق التجارية القديمة بعد أن لم يعد البلغار والخزر يشكلون عقبةً. يُشيرُ حجرٌ لأخ إنغفار أنه ذهب شرقاً من أجل الذهب؛ لكنه مات في أرض الساراسين.